# Sasa veitchii
Sasa veitchii es una especie de bambú, originaria del Japón.  

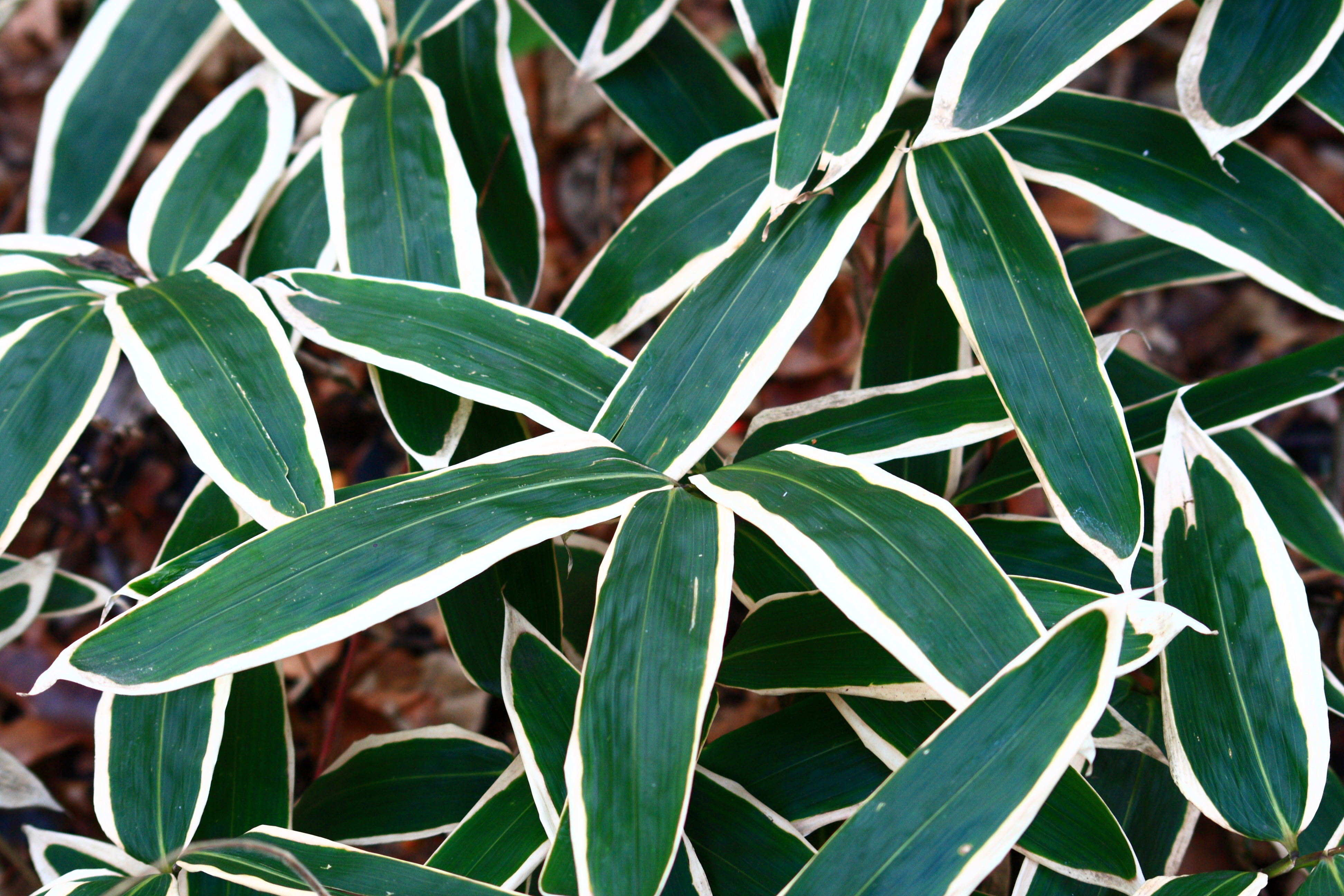
Hojas de otoño

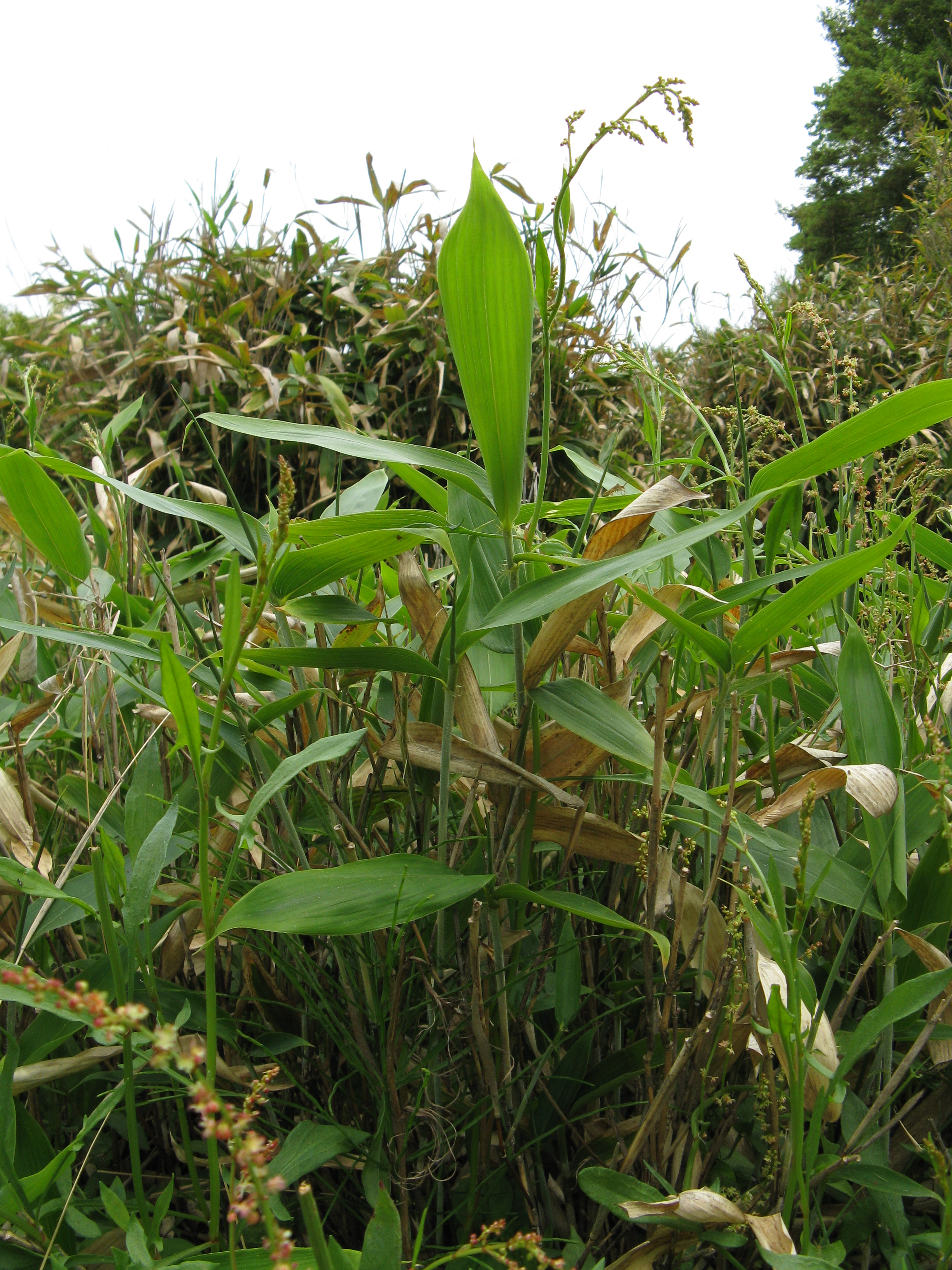
Vista de la planta

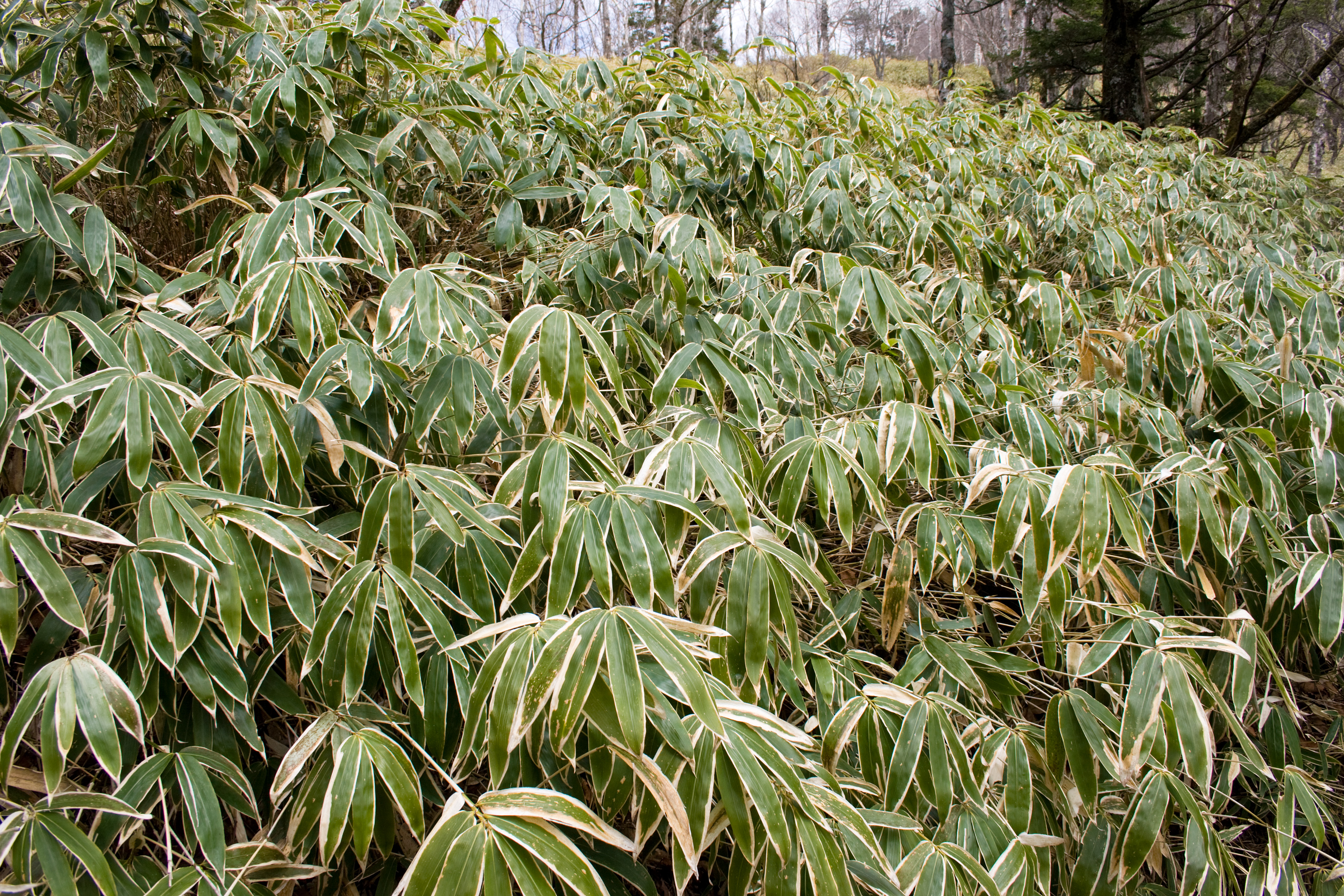
En su hábitat

## Distribución
Se trata de un bambú originario del Japón, donde está muy extendido, y es admirado por el color de sus hojas secas que predomina entre el otoño y la primavera siguiente. Es una planta de tamaño mediano muy elegante y apreciada por sus cualidades decorativas.

## Descripción
Se encuentra de forma natural en ambientes montañosos del norte de Japón, aunque también es cultivado en jardines. Suele medir entre uno y dos metros de altura, y sus hojas tienen unos 20 centímetros de longitud y de 4 a 5 de ancho.

## Usos
S.veitchii es tenida por una planta con múltiples cualidades medicinales y antisépticas. Muy apreciada, sus hojas secas permiten elaborar un té de características medicinales, que se vende en tiendas de productos naturales. Se emplea en el tratamiento de la presión arterial alta y la diabetes. 

## Taxonomía
Sasa veitchii fue descrita por (Carrière) Rehder   y publicado en Journal of the Arnold Arboretum 1(1): 58. 1919.
Etimología
Sasa: nombre genérico que proviene del nombre japonés para un pequeño bambú.
veitchii: epíteto  otorgado en honor de John Gould Veitch.
Sinonimia
- Arundinaria albomarginata (Franch. & Sav.) Makino
- Arundinaria albomarginata f. minor Makino
- Arundinaria veitchii (Carrière) N.E.Br.
- Bambusa albomarginata Makino
- Bambusa senanensis var. albo-marginata Faurie ex Hack.
- Bambusa senanensis var. albomarginata Franch. & Sav.
- Bambusa veitchii Carrière
- Phyllostachys bambusoides var. albomarginata Miq.
- Sasa albomarginata (Franch. & Sav.) Makino & Shibata
- Sasa albomarginata f. minor (Makino) Makino
- Sasa atagoensis Makino ex Koidz.
- Sasa auriculata Koidz.
- Sasa doiyoshiwoana Koidz.
- Sasa grandifolia Koidz.
- Sasa higoensis Nakai
- Sasa horribilis Koidz.
- Sasa kinkiensis Koidz.
- Sasa myojinensis Koidz.
- Sasa notopeninsulae Koidz.
- Sasa persimilis Koidz. & Araki
- Sasa rigescens Koidz.
- Sasa sachalinensis Makino & Nakai
- Sasa sadaoi Nakai
- Sasa sandangorgiana Koidz.
- Sasa sasagaminensis Koidz.
- Sasa sayekiensis Koidz.
- Sasa tangoana Nakai
- Sasa tyuhgokensis Makino
- Sasa uii Nakai
- Sasa yettiuensis Koidz.[3]